# Quinto Tiberio Angelerio

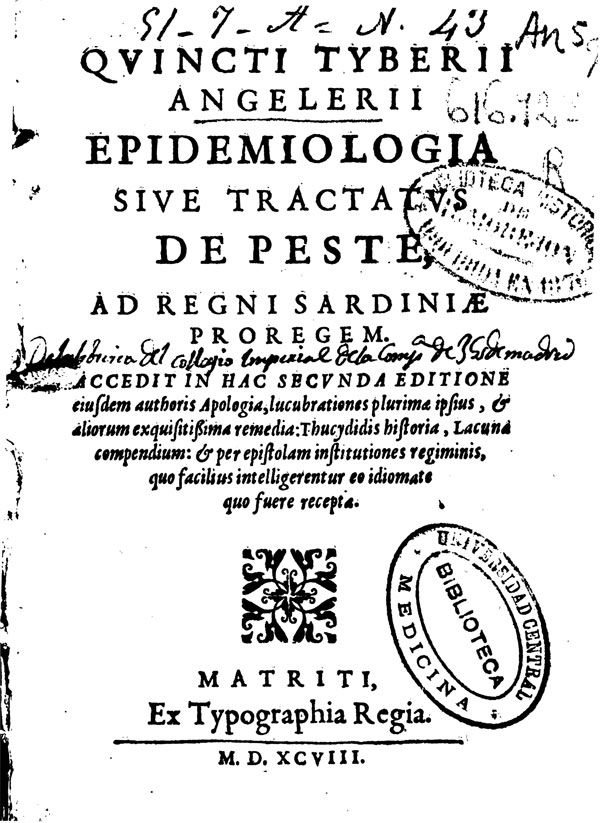
Portada de Epidemiologia sive tractatus de peste (1598), primer uso conocido de la palabra «epidemiología» en español y en latín.

Quinto Tiberio Angelerio (Belloforte, Calabria; 1532-Nápoles, 6 de diciembre de 1617) fue un médico italiano.

## Biografía
Nació en Belloforte (Calabria) en 1532 y realizó sus estudios de medicina en Nápoles y Padua. Contrajo matrimonio en Francica (Calabria), donde ejerció durante diez años. Se trasladó después a Venecia, Pavía y Niza. En 1575 se estableció en Mesina, ciudad afectada por una epidemia de peste, y estuvo allí hasta 1578 o quizá 1581, año en el que pasó a Alguer (Cerdeña), donde fue nombrado protomédico y se vio involucrado en otro brote de la misma enfermedad, en el que introdujo medidas de prevención similares a las que el protomédico Giovanni Filippo Ingrassia ya realizaba en la epidemia anterior en Mesina, aunque se desconoce si los dos se llegaron a conocer. El primer caso se detectó en noviembre de 1582 en un marinero de un barco procedente de Barcelona o, más probablemente, de Marsella. Angelerio convenció a las autoridades de la ciudad de aislar a los afectados, bloquear el comercio y establecer barreras alrededor de la ciudad. Se garantizó el suministro de comida y medicamentos, además de implementar la desinfección de hogares. El brote terminó en junio del año siguiente.
Vivió más tarde en Madrid y solo regresó a Nápoles tras la muerte de Felipe II de España. Falleció el 6 de diciembre  de 1617 en esta última ciudad, en cuya iglesia de Monteoliveto fue enterrado.

## Obra
La obra principal de Angelerio es un tratado sobre la epidemia de peste en Alguer, su pensamiento estaba influenciado por la teoría miasmática de Galeno y el contagionismo de Girolamo Fracastoro. Se conocen tres ediciones de la obra con los siguientes títulos: Ectypa pestilensis status Algheriae Sardiniae (Cagliari, 1588), Epidemiologia sive Tractatus de peste (Madrid, 1598) y Epydem Historia (Nápoles, 1651). Destaca el hecho de que en la segunda edición aparezca el uso más antiguo conocido de la palabra «epidemiología», tanto en español como en latín. Joaquín de Villalba adoptó este término en su obra Epidemiología española citando a Angelerio y su uso se extendió a lo largo del siglo xix.
Otras obras de Angelerio son:
- De medicis dogmatibus [8]
- De moribus Hispanorum fragmentum [2]
- Regimen civitatis tempore pestis [2]
- Opusculum de conscribenda historia,[2] que, junto con la anterior, podrían ser fragmentos cortos del tratado sobre la peste.[8]
- Apologia, et de historiae apparatu epigraphia,[2] que aparece en las ediciones de 1598 y 1651 del tratado.[8]